# Спурий Лукреций (претор 205 года до н. э.)
Спурий Лукреций (лат. Spurius Lucretius; III век до н. э.) — римский политический деятель из плебейского рода Лукрециев. В 206 году до н. э. занимал должность плебейского эдила, в 205 — должность претора. Спурий получил в управление Цизальпийскую Галлию с двумя легионами и штаб-квартирой в Ариминуме, но основное внимание был вынужден уделять событиям в Лигурии: именно он первым сообщил сенату о высадке в этом регионе Магона Баркида, а позже объединил свои силы с проконсулом Этрурии Марком Ливием Салинатором, чтобы противостоять новому врагу. Полномочия Спурия в Галлии были продлены на 204 год до н. э.. В 203 году до н. э. он сдал командование, но сохранил полномочия для восстановления Генуи, разрушенной Магоном.
В 200 году до н. э. Спурий Лукреций и его коллега по претуре Гней Октавий сопровождали в Африку посла Гая Теренция Варрона. Участники этой миссии потребовали от карфагенян, чтобы те, выполняя условия мирного договора, выдали всех перебежчиков и нейтрализовали военачальника по имени Гамилькар, продолжавшего вредить Риму в Цизальпийской Галлии. Позже римляне посетили царя Нумидии Массиниссу, которого поздравили с расширением владений и попросили поддержать Рим в новой войне с Македонией.
У Спурия Лукреция был сын того же имени, претор 172 года до н. э.